# Arnt Beeldsnider
Arnt Beeldsnider, nach seiner Herkunft oder seinem Wirkungsort auch Arnt van Zwolle oder Arnt von Kalkar (* vor 1450; † 1492), war ein niederländischer Bildhauer. Sein Wirken ist seit 1460 in Kalkar nachweisbar. Im letzten Viertel des 15. Jahrhunderts wurde die Bildhauerei am Niederrhein vor allem durch ihn geprägt. In der Nikolaikirche in Kalkar und in Zwolle war er hauptsächlich tätig, und von diesen beiden Orten hat er seinen Namen in der Kunstgeschichte erhalten. In den heutigen Niederlanden schuf er mit seinen Schnitzereien Altäre und Heiligenfiguren von besonderer Qualität.

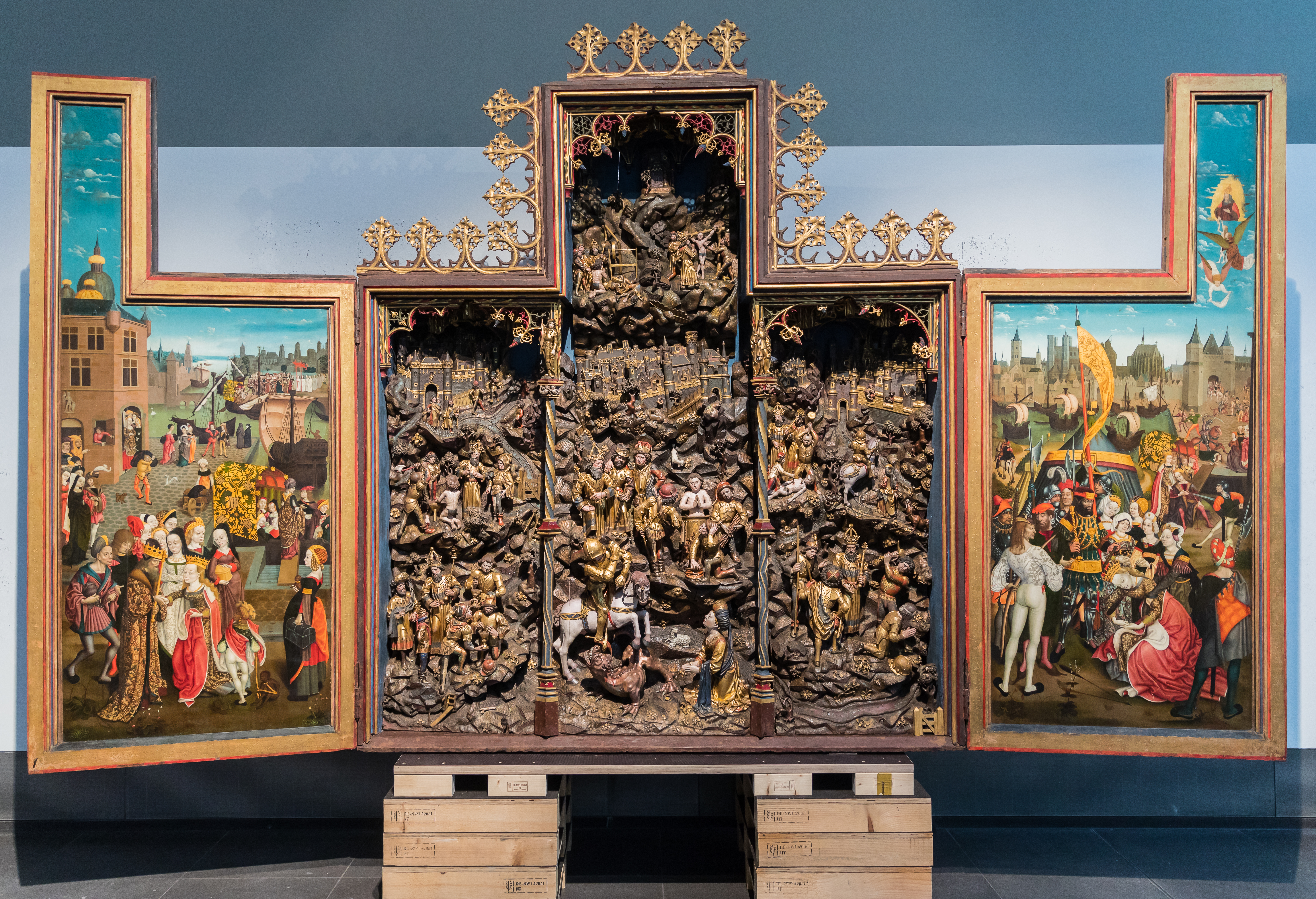
Der Georgsaltar aus der Kirche St. Nicolai, Kalkar, während der Restaurierung im Museum Schnütgen

Er verlor 1484 infolge einer Pestepidemie mehrere nahe Verwandte und zog nach Zwolle. Dort führte er seine Werkstatt weiter, die den Stil der spätgotischen Plastik im niederrheinisch-niederländischen Grenzgebiet über Jahrzehnte hin prägte. Er war so unentbehrlich, dass man ihm von Kalkar aus die Weiterführung des 1480 begonnenen Georgsaltars in Auftrag gab. Er ist aber nicht nur für den Georgsaltar in Kalkar verantwortlich, sondern auch für die erste Phase des Hochaltars, den er bei seinem Tod 1492 unvollendet in seinem Atelier zurückließ.
Das bildhauerische Werk des Meisters Arnt wird durch einen spannungsvollen und gleichzeitig graziösen Figurenstil gekennzeichnet, dem er durch die harte, detailgenaue Behandlung der Oberfläche einen graphischen Charakter verleiht. Arnt Beeldsnider arbeitete an seinen Kunstwerken in der Zeit des ausgehenden Mittelalters, als der Kupferstich und der Holzschnitt erstmals in der Kunstgeschichte als eigene Gattung in den Vordergrund treten und so auch die anderen Kunstformen beeinflussen.
Unter dem Titel Arnt der Bilderschneider – Meister der beseelten Skulpturen zeigte das Museum Schnütgen vom 25. Juni bis 20. September 2020 die erste monographische Ausstellung mit seinen Werken. Ein Anlass dafür war, dass die in dem Museum befindliche Altartafel mit der Anbetung der Heiligen Drei Könige 2019 um drei verloren geglaubte Fragmente ergänzt werden konnte. Zu den Höhepunkten der Ausstellung zählen das Exponat Beweinung Christi aus dem Pariser Musée de Cluny, die Foto-Reproduktion der zwölf Heiligenfiguren am Chorgestühl der ehemaligen Klever Minoritenkirche St. Maria Empfängnis und der fünf Meter breite Georgsaltar aus Kalkar.